# Watson, Minnesota
Watson är en ort i Chippewa County i delstaten Minnesota, USA.